# Белтень (комуна, Олт)
Белтень, Белтені (рум. Bălteni) — комуна у повіті Олт в Румунії. До складу комуни входить єдине село Белтень.
Комуна розташована на відстані 123 км на захід від Бухареста, 13 км на схід від Слатіни, 59 км на схід від Крайови.

## Населення
У 2009 року у комуні проживали 2002 особи.

## Зовнішні посилання
- Дані про комуну Белтень на сайті Ghidul Primăriilor [Архівовано 19 січня 2013 у Wayback Machine.]